# Сіньял-Караєво
Сінья́л-Кара́єво (рос. Синьял-Караево, чув. Çĕньял Карай) — присілок у складі Красноармійського району Чувашії, Росія. Входить до складу Караєвського сільського поселення.
Населення — 95 осіб (2010; 114 у 2002).
Національний склад:
- чуваші — 100 %